# Венако
Венако (фр. Venaco, корс. Venacu) — коммуна во Франции, находится в регионе Корсика. Департамент коммуны — Верхняя Корсика. Административный центр кантона Венако. Округ коммуны — Корте.
Код INSEE коммуны — 2B341.

## География
Территория коммуны простирается от леса Виццавона до границ Корте, древней столицы Корсики. Деревня расположена на склонах Монте-Кардо, третьей по высоте вершины в массиве Ротондо (2453 м). Венако включает в себя деревни Венако, Луго, Серраджо и Кампо-Веккьо. На территории протекает река Веккьо, а также располагается озеро Беллебон.

## Население
Население коммуны на 2021 год составляло 674 человека.
| 1962 | 1968 | 1975 | 1982 | 1990 | 1999 | 2008 | 2010 | 2015 | 2021 |
| ---- | ---- | ---- | ---- | ---- | ---- | ---- | ---- | ---- | ---- |
| 851  | 886  | 715  | 747  | 614  | 657  | 752  | 777  | 746  | 674  |

## Экономика
В 2007 году среди 462 человек в трудоспособном возрасте (15—64 лет) 318 были экономически активными, 144 — неактивными (показатель активности — 68,8 %, в 1999 году было 57,4 %). Из 318 активных работали 288 человек (170 мужчин и 118 женщин), безработных было 30 (12 мужчин и 18 женщин). Среди 144 неактивных 55 человек были учениками или студентами, 37 — пенсионерами, 52 были неактивными по другим причинам.

## Культурное наследие
Достопримечательности и исторические постройки на территории коммуны: 
- Приходская церковь Сен-Мишель (XVIII век);
- Церковь Старого Луго (XVI век);
- Церковь Сен-Пьер-Сен-Павел, построенная на месте старинной часовни, — Часовни Сан-Бастиану и Сент-Элизея;
- Эйфелев мост — железнодорожный виадук, построенный Гюставом Эйфелем (конец XIX века);
- Замок Бона, старинный дом графа Поццо ди Борго.

## Фотогалерея

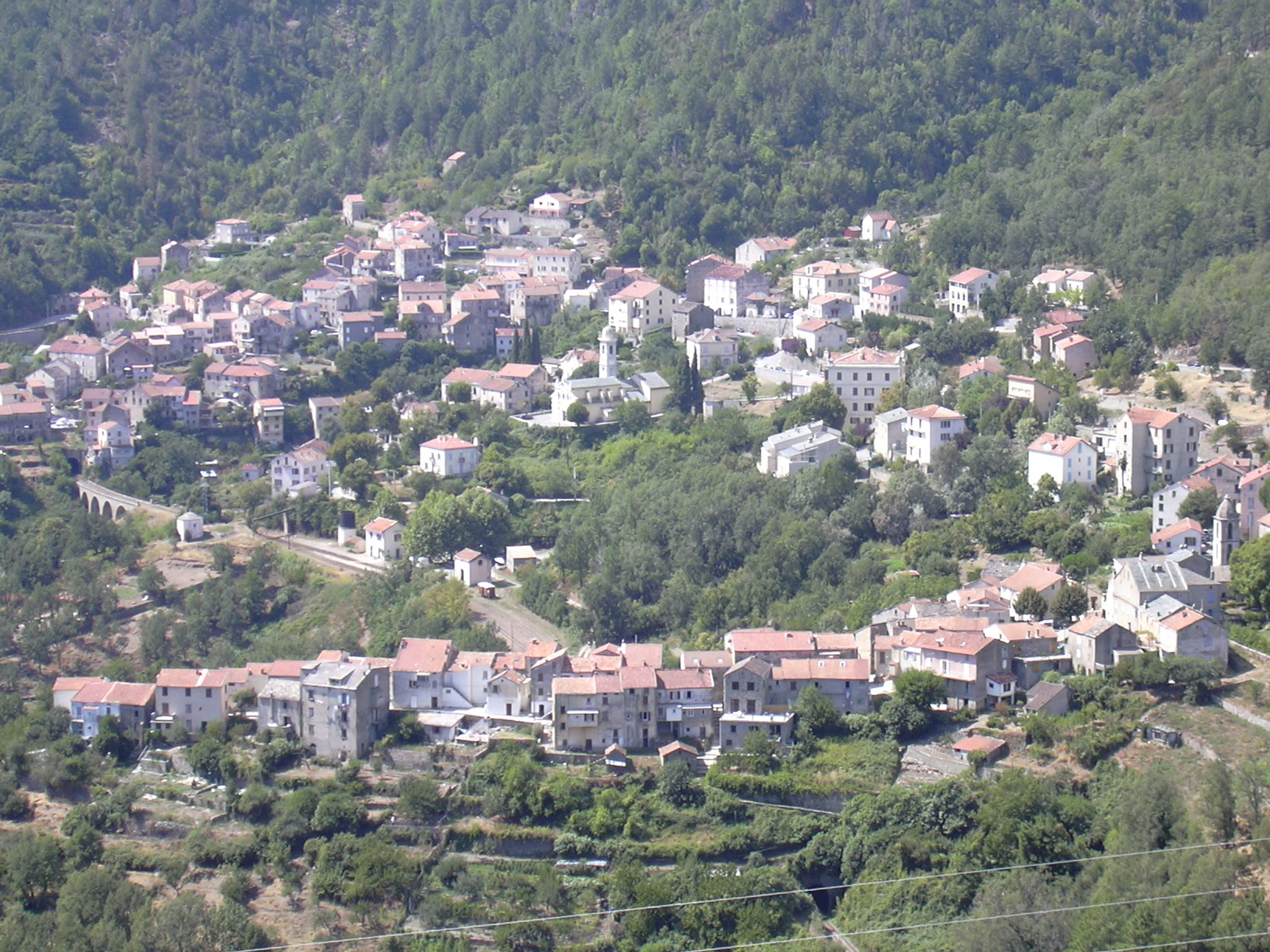
Венако
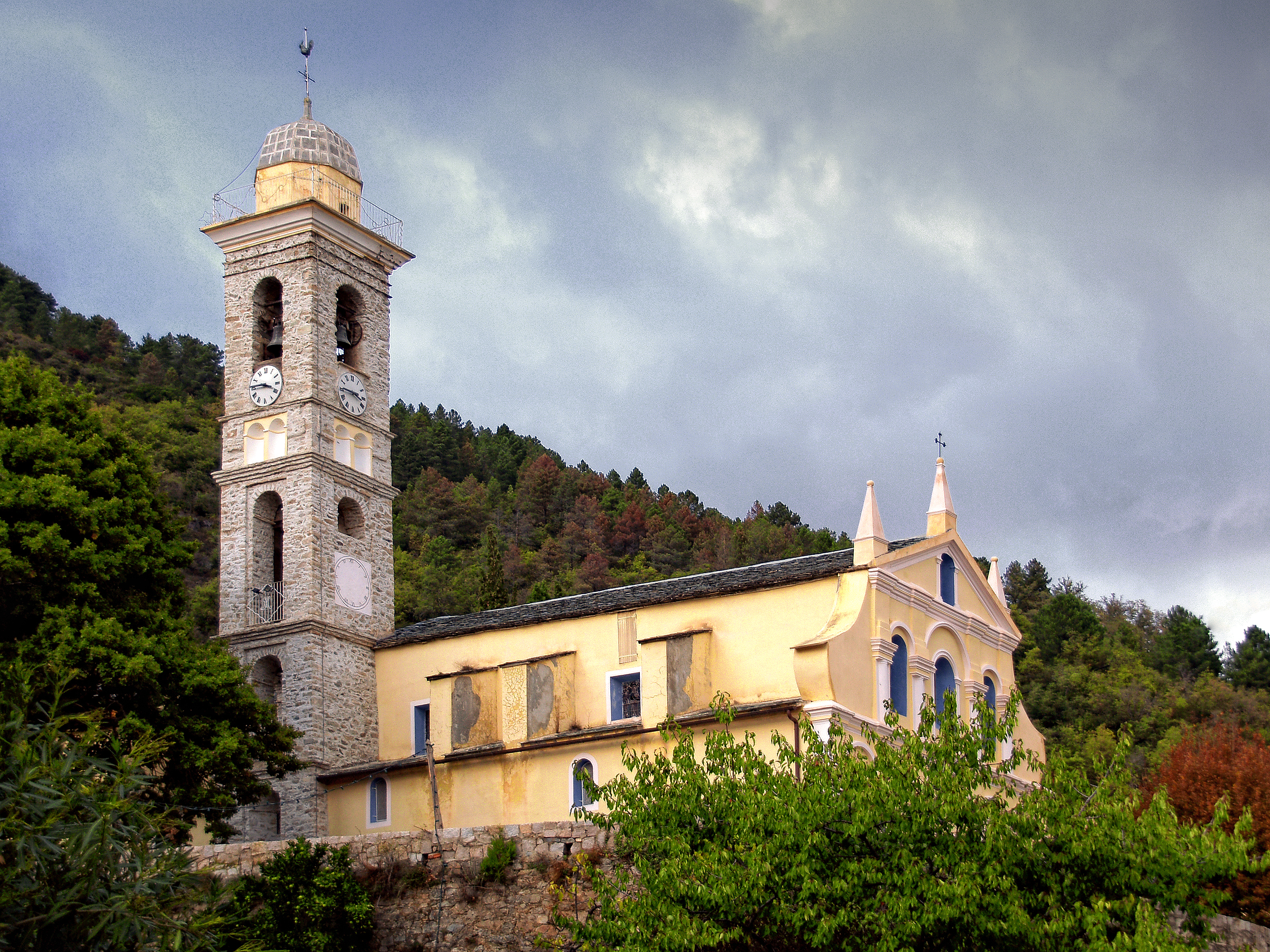
Церковь Сен-Мишель
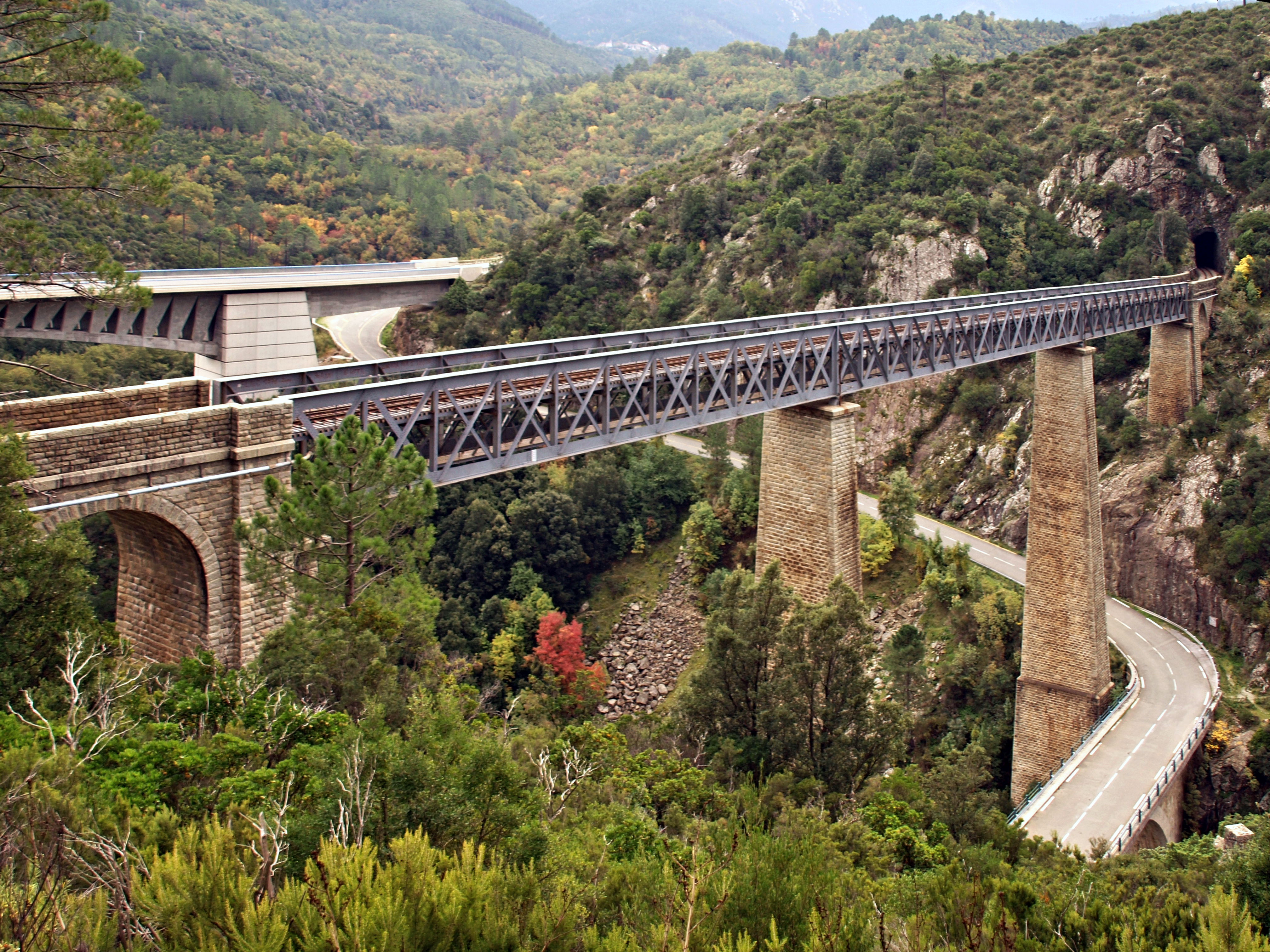
Виадук через реку Веккьо